# Puttur (Sri Lanka)
Puttur ist eine Stadt im Norden von Sri Lanka. Die erste kostenfreie Schule, Sri Somaskanda Kalluri (யா/ஸ்றீ சோமாஸ்கந்த கல்லூரி) wurde in Puttur errichtet.